# Englerophytum oblanceolatum
Englerophytum oblanceolatum är en tvåhjärtbladig växtart som först beskrevs av Spencer Le Marchant Moore, och fick sitt nu gällande namn av Terence Dale Pennington. Englerophytum oblanceolatum ingår i släktet Englerophytum och familjen Sapotaceae. Inga underarter finns listade i Catalogue of Life.